# أوجه الحضارة الإسلامية في عمان
الحضارة الإسلامية في عمان، لم تكن عمان بعيدة عن النشاط الفني الذي عمَّ كل ركن من أركان العالم الإسلامي مشرقه ومغربه، إن الحضارة الإسلامية حضارة حس وذوق، والفن مجال من المجالات الأساسية التي يعبر فيها المسلم عن حسه وذوقه.

## الإعتدال
كان النشاط الفني في عمان بعيداً عن الإسراف، أقرب إلى الأقتصاد، وذلك تماشياً مع الطابع العام للحياة في عمان في العصور الإسلامية، وهو طابع يتصف بالاعتدال. فإذا كان النشاط الفني في كثير من أنحاء العالم الإسلامي قد إتصف بالترف -وخاصة في حواضر الدولة- نتيجة لتدفق الأموال من الأمصار والولايات على العواصم، فإن الأمر اختلف بالنسبة لأطراف الدولة ومنها عمان.ومن الطبيعي أن حياة الترف والثراء كانت تنتشر من العواصم والحواضر لتعم الأقاليم المحيطة بها والقريبة منها. أما الأقاليم البعيدة مثل عمان واليمن وبعض الجزر البحرية التابعة للدولة فلم يكن لها نصيب من هذا الترف، بل لقد كان دورها في الغالب هو أن تدفع ما هو مفروض عليها من أموال الزكاة والخراج أو الجزية، لينعم الحكام في الحواضر بجزء كبير من ثمرة هذه الأموال.
وهكذا كان انتعاش الحياة الفنية في عمان رهنا بموارد البلاد المحلية في العصور الإسلامية، ووليد الجهود الذاتية لأهل البلاد.

## عمان والنشاط الحضاري
إن عمان قبيل دخولها في الإسلام لم تكن مسرحا لنشاط فني كبير يمكن أن يقف على قدم المساواة مع ما كان معروفا في فارس الساسانية أو مصر الفرعونية أو بلاد الشام الفينيقية، أو مع ما كان سائدا في عالم البحر المتوسط من مظاهر الحضارة اليونانية الرومانية.
كانت أرض عمان مسرحا لنشاط حضاري يرجع إلى آلاف السنين وأن بقايا وآثار هذا النشاط أمر واقع أثبتته الحفريات. وكان هذا النشاط إنتاجيا لا إستهلاكيا، بعيدا عن الترف، يتفق مع ما عرف عن الإنسان العماني دائما من جدية وواقعية.

## فن العمارة
في فن العمارة، إتصفت القصور والدور المشيدة في المدن العمانية بنفس الخصائص التي إتصفت بها هندسة العمارة المدنية في بقية بلاد العالم الإسلامي من ناحية، مع مراعاة ظروف البيئة المحلية من ناحية أخرى. وذلك أن الدار أو المنزل كان يتكون من فناء أو صحن مكشوف من الوسط، تحيط به من جهاته الأربع الغرف والمباني. كذلك أستخدمت المشربيات على الفتحات- وبخاصة النوافذ – حتى تحجب داخل المبنى عمن بخارجه. وفي الوقت نفسه عنى العمانيون باستخدام عنصر الزخارف الجصية في مبانيهم، ولكن دون إسراف.
ولا شك في أن موقع عمان جعل منها حصنا أماميا على الأطراف الجنوبية الشرقية للعالم العربي الإسلامي، مما تطلب قدرا من الحيطة للنهوض بأمانة الدفاع عن هذا العالم ضد المعتديين في العصور الوسطى وصدر الحديثة. يضاف إلى هذا طبيعة البناء الاجتماعي في عمان، وما ترتب على ذلك من حروب وخلافات داخلية بين القبائل. هذا فضلا عن موقف الإمامة الإباضية من الخلافة، مما عرض عمان لبعض الحملات الحربية من قبل الخلافتين الأموية والعباسية. وكل ذلك أدى إلى اهتمام الأئمة والسلاطين في عمان بالتحصينات الحربية اهتماما واضحا، مما جعل فن العمارة الحربية يتقدم فن العمارة المدنية. ومازالت أرض عمان عامرة بالحصون والأبراج والقلاع.

## هندسة الحصون
لم تكن الحصون مجرد منشآت حربية، لا يقيم فيها إلا الجند ونحوهم من المدافعين، وإنما غدت المقر المفضل لسكنى الأئمة والسلاطين ومعهم حاشيتهم وخواصهم، فضلا عن الحراس والمقاتلين والجند. لذلك كان الاهتمام بهندسة الحصون كبيرا، من ناحية العناية بعمارتها وفق تخطيط خاص، يفي باحتياجات الحصن ويمكنه من النهوض بمهامه. كان الحصن أشبه بمستوطنة صغيرة، تحيط به الأسوار ذات الأبراج العالية، وبداخل هذه الأسوار يعيش مجتمع من أعوان الحاكم وجنده الأشداء. وكالنت تختار لبناء الحصون المواقع الإستراتيجية الحساسة في البلاد، مثل الرستاق وصحار، والحزم، والدريز، ونزوى وجبرين، وبركة الموز، ونخل، فضلا عن بعض المواقع الهامة في مسقط وبخاصة من ناحية البحر.

## القلاع
أما القلاع فهي منشآت حربية تقام في نقاط إستراتيجية هامة، تستهدف حراسة البلاد في الداخل وحمايتها من الخارج، ولذا تقام القلاع عند منافذ الوديان ومداخل الثغور والموانئ، ويختار لإقامتها الجبال والمرتفعات. وغالبا لا يسكنها إلا جند الحراسة بأسلحتهم التقليدية المعروفة، ولكن ربما اختارها بعض الحكام مقرا لإقامتهم. ومن أشهر هذه القلاع الميراني والجلالي عند مدخل ميناء مسقط من ناحية البحر، وقلعة مطرح، وقلعة مصنعة، وقلعة مزارع، وقلعة الحد، وغيرها. وكانت جدران القلاع والحصون وأسوارها مزودة بأبراج لمراقبة العدو من بعد، وبها مزاغل لقذفه بالسهام، وغيرها من القذائف.

## فن الرسم والزخرفة
بالإضافة إلى فن العمارة، إزدهر فن الرسم والزخرفة في عمان، فازدانت جدران المساجد والقصور والبيوت والحصون، بكثير من الزخارف الجميلة ذات الألوان المتناسقة. وقد غلب عليها طابع الوحدات الهندسية أو الكتابات ذات الخط الزخرفي الجميل.